# Carceri
Carceri (Càlzare in veneto) è un ex comune di 1 461 abitanti, frazione del comune di Santa Caterina d'Este, nella provincia di Padova in Veneto.
A seguito di un referendum consultivo, il 22 gennaio 2024 Carceri si è fuso con Vighizzolo d'Este, creando il nuovo comune di Santa Caterina d'Este.
Un tempo era chiamato Carceri d'Este.

## Origini del nome
L'origine del nome "Carceri" è ancora incerta, ma di sicuro non fa riferimento alla presenza di antiche prigioni: il nome potrebbe risalire al termine Carceres, cioè piccole stalle, recinti per cavalli, anche se carceres significava anche pozzi per la raccolta dell'acqua, nonché piccole celle, con riferimento alle stanze con un letto ed inginocchiatoio che si affacciavano sui chiostri dell'abbazia. La tesi più accreditata fa risalire il nome a calcĕus, cioè i calzari che i frati camaldolesi usavano vestire nei tre secoli di insediamento nell'abbazia di Santa Maria, tant'è che nel linguaggio dialettale si usa ancora dire Calzare per fare riferimento al comune di Carceri.

## Storia

### Simboli
Lo stemma e il gonfalone sono stati concessi con decreto del presidente della Repubblica del 23 settembre 1958.
L'edificio raffigurato in forma stilizzata nello stemma è l'abbazia di Santa Maria delle Carceri; le spade incrociate ricordano lo scontro riportato dallo storico e poeta Albertino Mussato, secondo il quale nel 1312 Paolo Dente con duemila cavalli, difendendo il conte di Lozzo, riuscì a sconfiggere in paese Corrado di Auffenstein, vicario del duca di Carinzia.
Il gonfalone è un drappo partito di bianco e di azzurro.

## Monumenti e luoghi d'interesse

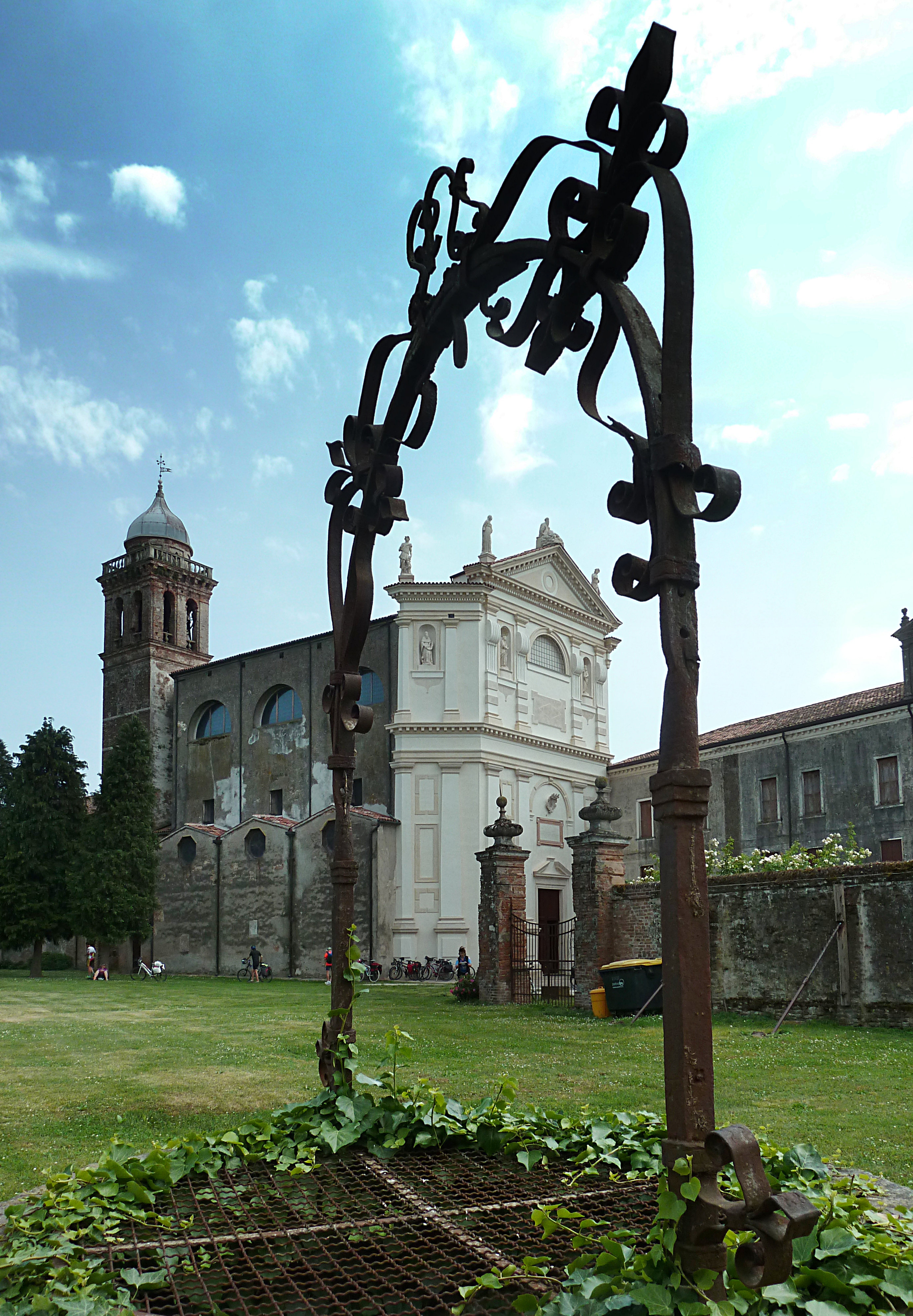
Chiesa dell'Abbazia di Carceri

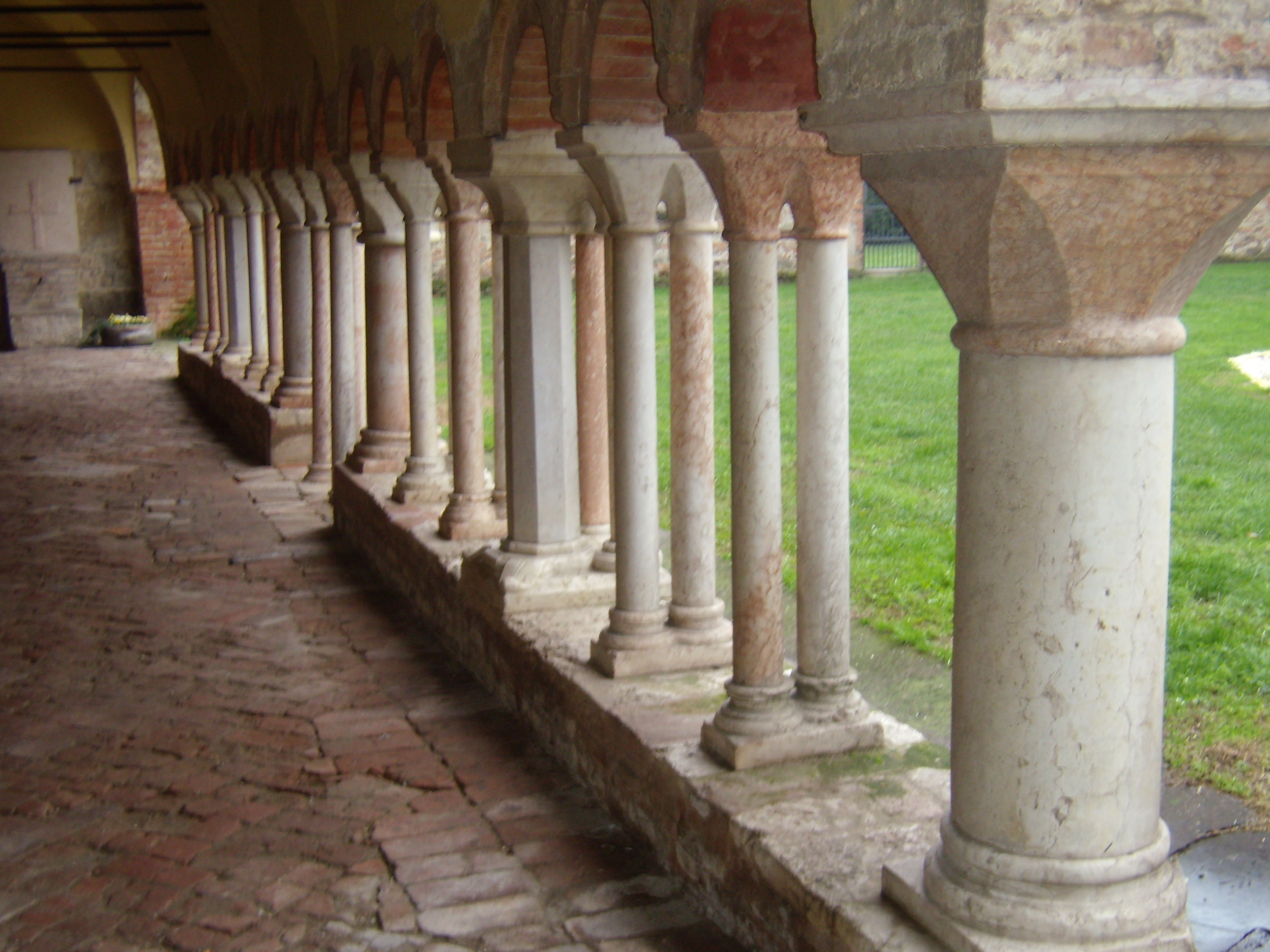
Abbazia di Carceri - 24 colonnine del chiostrino

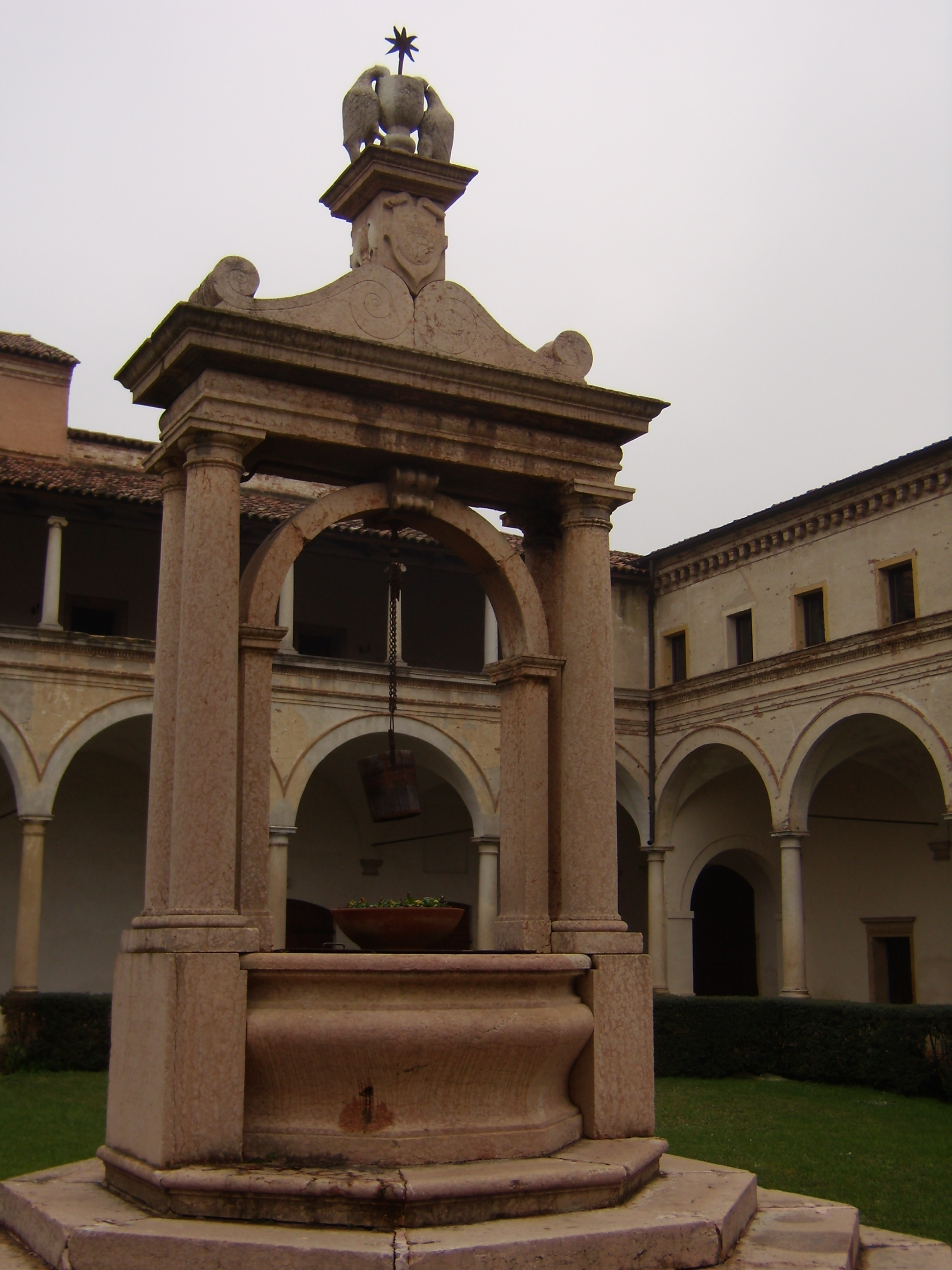
Abbazia di Carceri, grande chiostro del XVI secolo

L'abbazia di Santa Maria delle Carceri, che comprende il monastero camaldolese e la foresteria, rappresenta l'unica attrazione turistica di Carceri.
L'abbazia nacque sulle ceneri di una vecchia chiesa, nel 1189 quando i canonici Portuensi consacrarono la nuova chiesa che avevano edificato sulla chiesa preesistente, antecedente all'anno Mille, cui è ancora conservato il battistero, sostituendo il primitivo edificio con un'ampia aula romanica a tre navate. I canonici agostiniani vi rimasero infatti fino al 1407 e la loro attività fu preziosissima per la bonifica delle terre, la costruzione di strade e di argini di contenimento delle acque ed in definitiva per il popolamento delle campagne di questa zona della provincia di Padova, che era spesso soggetta ad inondazioni dell'Adige. Gli agostiniani lasciarono però Carceri in seguito a numerose carestie e pestilenze che decimarono la comunità. Del periodo è rimasto un chiostrino di 24 colonnine in marmo rosso di Verona, variamente abbinate e composite, che sostengono altrettanti capitelli e archetti formando una struttura leggera ed elegante ma allo stesso tempo tanto robusta da sostenere una parete in muratura massiccia e pesante. È un po' un'anticipazione di ciò che avverrà in Palazzo Ducale a Venezia, dove porticati al piano terra costruiti con strutture leggere e aggraziate reggono l'enorme massa muraria dei saloni soprastanti.
Nel 1407 papa Gregorio XII trasferì il possesso e la cura della chiesa e del cenobio al monaci camaldolesi che la ressero fino alla fine del XVII secolo. Essi continuarono l'opera di bonifica delle terre, ampliarono le strutture dell'abbazia dotandola di quattro chiostri, costruirono la biblioteca e vi costituirono una vera e propria Accademia di Studi. L'abbazia divenne quindi un centro di potere temporale e spirituale tra i più importanti del Veneto.
Del periodo camaldolese rimangono il grande chiostro del XVI secolo, la navata della chiesa ed il coro, la foresteria, parte della biblioteca cui, dispersi i preziosi volumi, rimangono i locali oggi denominati sala degli affreschi.
Nel 1690 papa Alessandro VIII mise all'asta l'abbazia per ricavarne fondi al fine di finanziare le campagne militari dei Veneziani contro i turchi che minacciavano l'integrità dell'Europa. L'intero complesso fu acquistato dalla famiglia Carminati che a sua volta in seguito la cedette in locazione. A causa dei continui passaggi di proprietà l'abbazia lentamente decadde, fu oggetto di saccheggi, furti, spoliazioni, privata di tutto ciò che poteva servire ai poveri abitanti della zona. L'abbazia stessa e le sue adiacenza vennero trasformate in una grande fattoria ed adattate alle nuove esigenze.
Del periodo in cui fu proprietà della famiglia Carminati restano la villa (oggi canonica) il cui piano nobile è decorato da affreschi ed intarsi.
Nel 1951 i conti Carminati donarono quanto rimaneva di tutto il complesso edilizio alla parrocchia di Carceri.
Da metà degli anni novanta un gruppo di volontari è impegnato alla ristrutturazione del monastero e della foresteria per riportare l'abbazia al suo antico splendore.

## Società

### Evoluzione demografica
Abitanti censiti

## Amministrazione
| Periodo        | Periodo         | Primo cittadino       | Partito                                                   | Carica  | Note  |
| -------------- | --------------- | --------------------- | --------------------------------------------------------- | ------- | ----- |
| 18 giugno 1985 | 23 aprile 1995  | Filiberto Vigato      | Democrazia Cristiana                                      | Sindaco |       |
| 24 aprile 1995 | 12 giugno 2004  | Gianpietro Fornasiero | Lista civica di centro-destra                             | Sindaco | [ 9 ] |
| 13 giugno 2004 | 7 giugno 2009   | Donato Cucco          | Lista civica                                              | Sindaco | [ 9 ] |
| 8 giugno 2009  | 21 gennaio 2024 | Tiberio Businaro      | Lega Nord e lista civica - Per Carceri e Businaro Sindaco | Sindaco | [ 9 ] |